# مهر العروس (رواية)
مهر العروس هي رواية صدرت عام 1976 (نُشرت لأول مرة في المملكة المتحدة عن دار أليسون وبوسبي [الإنجليزية] وفي الولايات المتحدة عن دار جورج برازيلر [الإنجليزية]) للكاتبة النيجيرية بوتشي إيميتشيتا [الإنجليزية]. ويتعلق الأمر جزئيًا بمشاكل النساء في نيجيريا ما بعد الاستعمار. أهدت الكاتبة هذه الرواية لوالدتها أليس أوجبانجي إيميتشيتا.
( مهر العروس هو أيضًا اسم رواية غير ذات صلة للروائية الألمانية جريت فايل، نُشرت في الأصل باللغة الألمانية باسم Der Brautpreis في عام 1988 وباللغة الإنجليزية، وترجمها جون باريت، في عام 1991.)

## خلفية
كانت رواية "مهر العروس" أول رواية كتبتها إيميتشيتا، لكن نسختها الأصلية فُقدت عندما ألقى زوجها المخطوطة على النار - والتي تركته بعد ذلك. أعادت كتابة الرواية لاحقًا، ونشرت في لندن عام 1976 عن دار أليسون وبوسبي [الإنجليزية]، بعد نشر الشركة لرواية مواطن من الدرجة الثانية (1974).

## روابط خارجية
- مارغريت بوسبي ، "من أين نبدأ بـ: بوتشي إيميشيتا" ، الغارديان ، 20 مارس 2024.